# Matougues
Matougues est une commune française, située dans le département de la Marne en région Grand Est.

## Géographie
| Aulnay-sur-Marne      | Juvigny   | Recy                            |
|                       | Matougues | Saint-Gibrien                   |
| Champigneul-Champagne |           | Villers-le-Château Saint-Pierre |

### Hydrographie
La commune est dans la région hydrographique « la Seine de sa source au confluent de l'Oise (exclu) » au sein du bassin Seine-Normandie. Elle est drainée par la Marne,.
La Marne  prend sa source sur le plateau de Langres, dans la commune de Saints-Geosmes (Haute-Marne) et se jette dans la Seine entre Charenton-le-Pont et Alfortville (Val-de-Marne) dans le quartier de Conflans-l'Archevêque. 

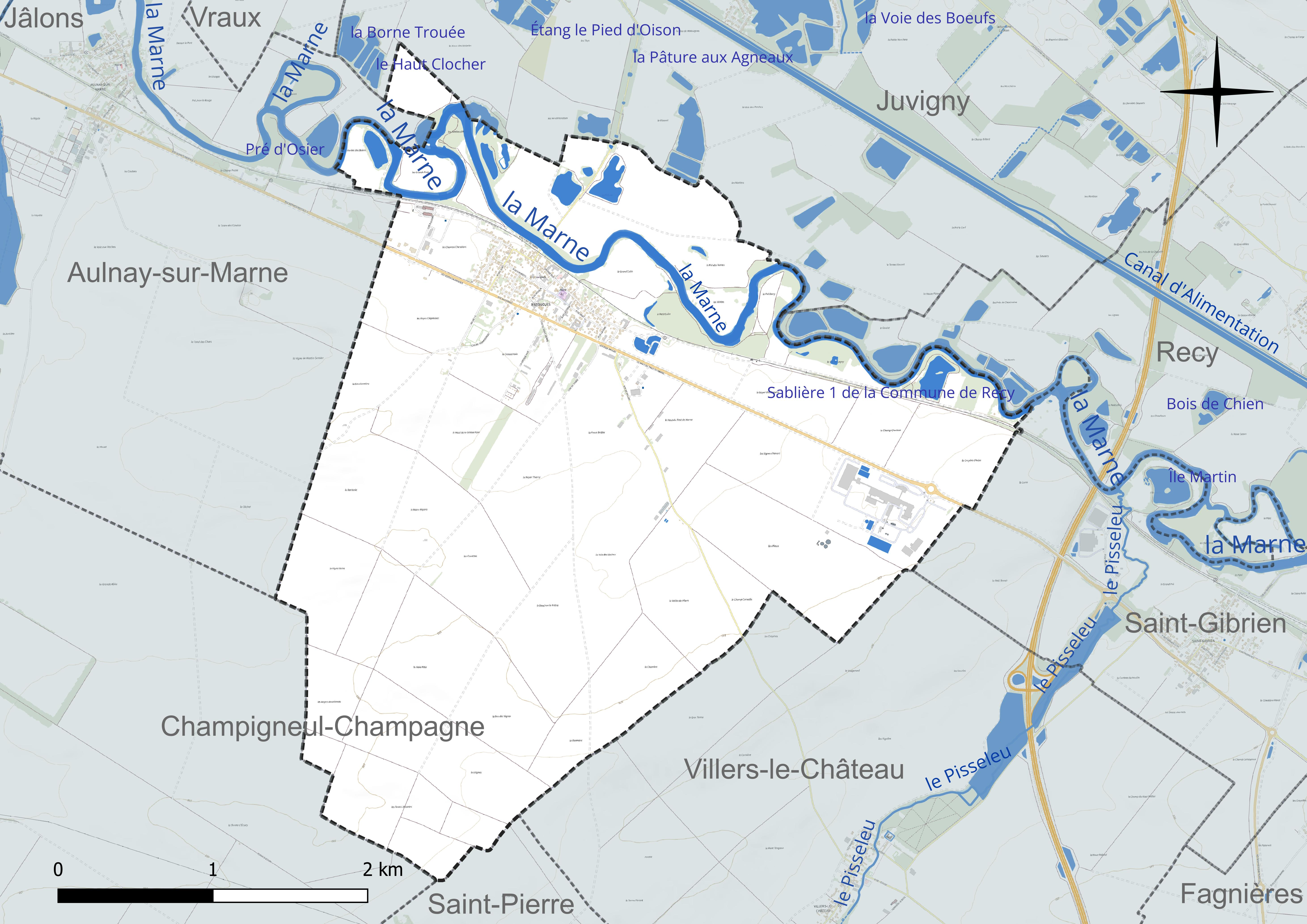
Réseau hydrographique de Matougues.

### Climat
Pour des articles plus généraux, voir Climat du Grand Est et Climat de la Marne.
En 2010, le climat de la commune est de type climat océanique dégradé des plaines du Centre et du Nord, selon une étude du Centre national de la recherche scientifique s'appuyant sur une série de données couvrant la période 1971-2000. En 2020, Météo-France publie une typologie des climats de la France métropolitaine dans laquelle la commune est exposée à un climat océanique altéré et est dans la région climatique  Nord-est du bassin Parisien, caractérisée par un ensoleillement médiocre, une pluviométrie moyenne régulièrement répartie au cours de l’année et un hiver froid (3 °C). 
Pour la période 1971-2000, la température annuelle moyenne est de 10,2 °C, avec une amplitude thermique annuelle de 15,7 °C. Le cumul annuel moyen de précipitations est de 681 mm, avec 11,5 jours de précipitations en janvier et 7,9 jours en juillet. Pour la période 1991-2020, la température moyenne annuelle observée sur la station météorologique de Météo-France la plus proche, « Fagnières-Inra », sur la commune de Fagnières à 7 km à vol d'oiseau, est de 11,2 °C et le cumul annuel moyen de précipitations est de 632,3 mm. 
La température maximale relevée sur cette station est de 41,8 °C, atteinte le 25 juillet 2019 ; la température minimale est de −21 °C, atteinte le 6 janvier 1985,,. 
Les paramètres climatiques de la commune ont été estimés pour le milieu du siècle (2041-2070) selon différents scénarios d'émission de gaz à effet de serre à partir des nouvelles projections climatiques de référence DRIAS-2020. Ils sont consultables sur un site dédié publié par Météo-France en novembre 2022.

## Urbanisme

### Typologie
Au 1er janvier 2024, Matougues est catégorisée commune rurale à habitat dispersé, selon la nouvelle grille communale de densité à sept niveaux définie par l'Insee en 2022.
Elle est située hors unité urbaine. Par ailleurs la commune fait partie de l'aire d'attraction de Châlons-en-Champagne, dont elle est une commune de la couronne,. Cette aire, qui regroupe 97 communes, est catégorisée dans les aires de 50 000 à moins de 200 000 habitants,.

### Occupation des sols
L'occupation des sols de la commune, telle qu'elle ressort de la base de données européenne d’occupation biophysique des sols Corine Land Cover (CLC), est marquée par l'importance des territoires agricoles (92,4 % en 2018), en diminution par rapport à 1990 (95,5 %). La répartition détaillée en 2018 est la suivante : 
terres arables (81,9 %), zones agricoles hétérogènes (10,4 %), zones urbanisées (3,7 %), zones industrielles ou commerciales et réseaux de communication (3,2 %), eaux continentales (0,7 %), forêts (0,1 %). L'évolution de l’occupation des sols de la commune et de ses infrastructures peut être observée sur les différentes représentations cartographiques du territoire : la carte de Cassini (XVIIIe siècle), la carte d'état-major (1820-1866) et les cartes ou photos aériennes de l'IGN pour la période actuelle (1950 à aujourd'hui).

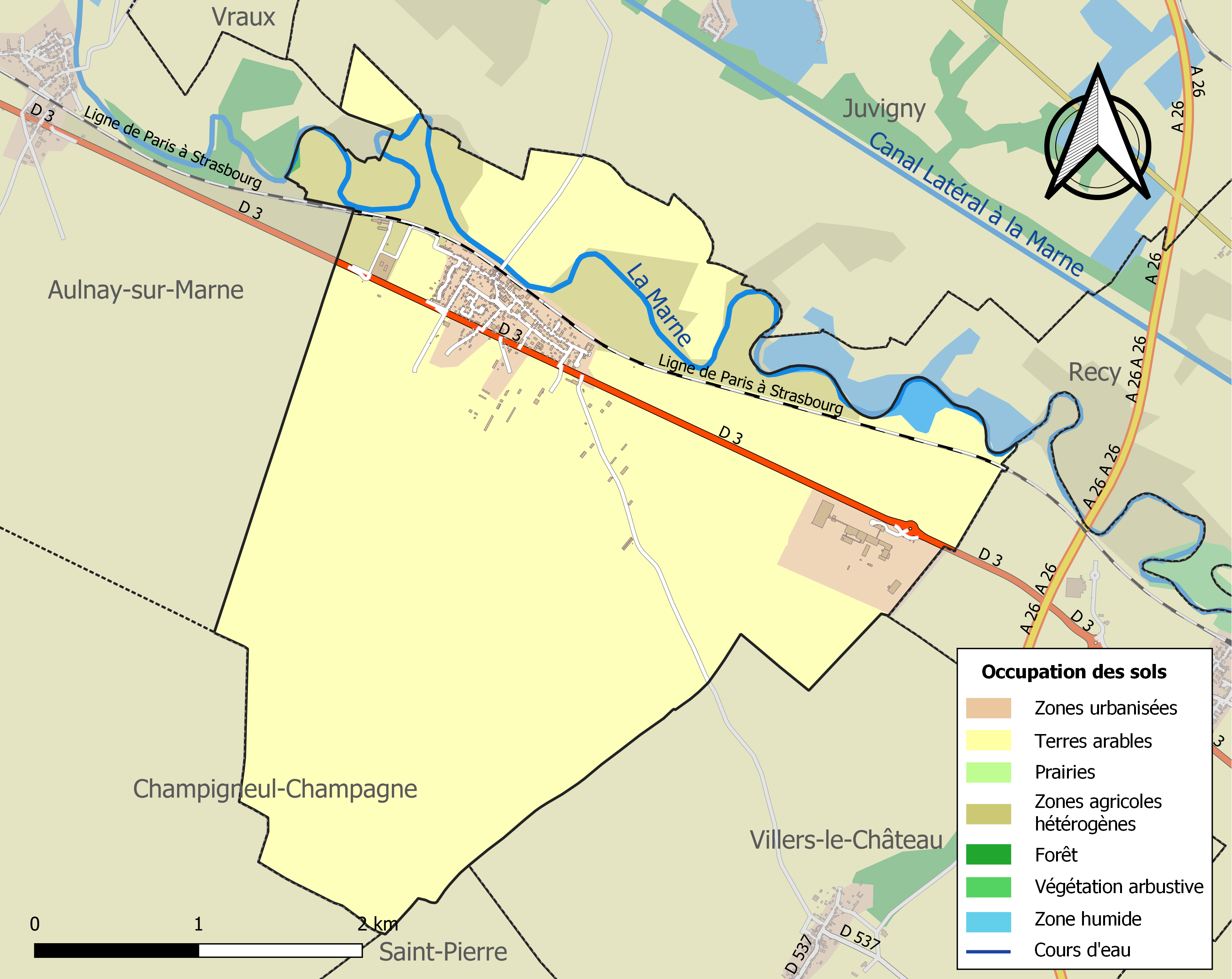
Carte des infrastructures et de l'occupation des sols de la commune en 2018 (CLC).

## Toponymie
Le nom de la localité est attesté sous les formes Vicus Matusgus (vers 948) ; Matosga (1028) ; Matusga (1101) ; Matusgua (1135) ; Matogga (1146) ; Matuga (vers 1200) ; Matoga (1213) ; Mathoga (1237) ; Matougue (1252) ; Matouga (1264) ; Matougua (1275) ; Mathougue (1308) ; Matougues (1342) ; Mathougua (1351) ; Mathoguez (1363) ; Mathougues (1383) ; Mathogue (1406) ; Mathouga (1542) ; Matougues, autrefois Matongnes (1860).

## Histoire
Matouges a possédé sa propre gare sur la ligne de Paris-Est à Strasbourg-Ville. Il s'agissait d'une simple halte avec un bâtiment d'un étage qui pourrait être une maisonnette de garde-barrière agrandie. Les trains ne s'y arrêtent désormais plus mais le bâtiment existe toujours, reconverti en habitation.

## Politique et administration

### Intercommunalité
Conformément au schéma départemental de coopération intercommunale de la Marne du 15 décembre 2011, la commune antérieurement membre de la communauté de communes de Jâlons, est désormais membre de la nouvelle communauté d'agglomération Cités-en-Champagne.
Celle-ci résulte en effet de la fusion,  au 1er janvier 2014, de l'ancienne communauté d'agglomération de Châlons-en-Champagne, de la communauté de communes de l'Europort, de la communauté de communes de Jâlons (sauf la commune de Pocancy qui a rejoint la Communauté de communes de la Région de Vertus) et de la Communauté de communes de la Région de Condé-sur-Marne,.

### Liste des maires
| Période                                  | Période                      | Identité           | Étiquette | Qualité |
| ---------------------------------------- | ---------------------------- | ------------------ | --------- | ------- |
| Les données manquantes sont à compléter. |                              |                    |           |         |
| avant 1876                               | après 1877                   | Bonnard            |           |         |
| avant 1995                               | 2014                         | Michel Le Portier  |           |         |
| 2014                                     | En cours (au 4 juillet 2014) | Pierre-Marie Gille |           |         |

## Population et société

### Démographie
L'évolution du nombre d'habitants est connue à travers les recensements de la population effectués dans la commune depuis 1793. Pour les communes de moins de 10 000 habitants, une enquête de recensement portant sur toute la population est réalisée tous les cinq ans, les populations de référence des années intermédiaires étant quant à elles estimées par interpolation ou extrapolation. Pour la commune, le premier recensement exhaustif entrant dans le cadre du nouveau dispositif a été réalisé en 2005.

En 2022, la commune comptait 628 habitants, en évolution de +2,61 % par rapport à 2016 (Marne : −1,19 %, France hors Mayotte : +2,11 %).
| 1793 | 1800 | 1806 | 1821 | 1831 | 1836 | 1841 | 1846 | 1851 |
| ---- | ---- | ---- | ---- | ---- | ---- | ---- | ---- | ---- |
| 473  | 488  | 508  | 421  | 424  | 420  | 433  | 440  | 448  |

| 1856 | 1861 | 1866 | 1872 | 1876 | 1881 | 1886 | 1891 | 1896 |
| ---- | ---- | ---- | ---- | ---- | ---- | ---- | ---- | ---- |
| 448  | 428  | 413  | 400  | 362  | 350  | 345  | 331  | 352  |

| 1901 | 1906 | 1911 | 1921 | 1926 | 1931 | 1936 | 1946 | 1954 |
| ---- | ---- | ---- | ---- | ---- | ---- | ---- | ---- | ---- |
| 301  | 285  | 304  | 302  | 302  | 288  | 334  | 355  | 354  |

| 1962 | 1968 | 1975 | 1982 | 1990 | 1999 | 2005 | 2006 | 2010 |
| ---- | ---- | ---- | ---- | ---- | ---- | ---- | ---- | ---- |
| 347  | 369  | 519  | 641  | 675  | 644  | 640  | 645  | 668  |

| 2015 | 2020 | 2022 | - | - | - | - | - | - |
| ---- | ---- | ---- | - | - | - | - | - | - |
| 622  | 623  | 628  | - | - | - | - | - | - |

### Enseignement
La commune dépend de l'académie de Reims. Les élèves commencent leur scolarité à l'école primaire du village. Le collège le plus proche est à Fagnières.

## Économie
En 2001, McCain installe l'usine de frites congelées la plus productive au monde, produisant 25 tonnes de 
frites congelées par heure. L'usine emploie environ 230 personnes en 2015.
Matougues a une Auberge des moissons équipée de bornes de recharge pour les voitures Tesla.

## Culture locale et patrimoine

### Lieux et monuments
- Église Saint-Georges de Matougues

### Personnalités liées à la commune
- Roland Irolla (né en 1935), artiste peintre, a vécu au 48, Grande rue de 1971 à 2008. Il a représenté le pont sur la Marne et l'église de Matougues dans la composition peinte sur le château d'eau[31].

### Héraldique
| [[Image:\|Blason à dessiner\|100px]] | Blason  |                                                  |
| [[Image:\|Blason à dessiner\|100px]] | Détails | Le statut officiel du blason reste à déterminer. |